# 美国不干涉主义
美国不干涉主义主要指的是美国的外交政策，这种政策最终在18世纪末到20世纪上半叶间被美国采纳，其核心是避免与其他国家结盟，以防被卷入与美国直接领土自卫无关的战争。中立和不干涉主义在美国的精英和大众舆论中都获得了一定支持，这种支持取决于国际环境及国家利益。在某些时期，这一政策的程度和性质被称为孤立主义，例如两次世界大战之间时期；然而，也有人认为“孤立主义”是用来贬低不干涉主义政策的贬义词。
区分孤立主义与不干涉主义两个术语是关键，因为它们代表了两种不同的外交政策。 孤立主义是指彻底脱离全球事务，包括军事同盟、国际组织和经济条约。而不干涉主义，尽管也反对军事介入，但仍保留与世界其他国家进行外交和经济往来的空间。 这一点在第二次世界大战爆发前夕尤为明显，不干涉主义者反对美国直接军事介入欧洲战争，但支持通过租借法案等方式提供经济援助。
由于第二次世界大战后冷战的爆发，以及美国崛起为全球超级大国，其传统的外交政策转向美帝国主义，采取了外交和军事干预主义的立场，此后几乎介入了所有的海外武装冲突，并缔结了多个双边和区域军事同盟，最主要的是北大西洋公约组织。自二战以来，一些美国人继续支持不干涉主义政策，尤其是在朝鲜战争、越南战争、叙利亚内战和俄乌战争等具体冲突中。

## 背景
英国首位辉格首相罗伯特·沃波尔于1723年宣称：“我的政治就是尽可能地不参与任何承诺。”他强调经济利益，并拒绝干涉欧洲事务以维持权力平衡的想法。沃波尔的立场在美国是众所周知的。然而，在美国独立战争期间，大陆会议曾就与法国结盟进行辩论。当发现美国独立战争若无法美军事同盟就无法取胜时，议会便否定了不干涉主义，由本杰明·富兰克林于1778年成功谈判结盟。
1792年英国与法国交战后，乔治·华盛顿宣布中立，获得内阁一致支持，并认为1778年与法国的条约不适用。财政部长亚历山大·汉密尔顿在《太平论–赫尔维迪乌斯辩论》中同意该立场，指出该条约是防御性同盟而非进攻性同盟。 华盛顿1796年的告别演说明确宣布了美国的不干涉政策：
对于外国的行为准则，我们的根本原则是扩大商业关系的同时，与他们建立尽可能少的政治联系。欧洲有一套主要利益，与我们无关，或仅有很远的联系。因此她必然频繁卷入争端，而这些争端的起因本质上与我们无关。因此，我们若因人为的关系而卷入她的政治变迁、朋友与敌人的组合冲突，必属不智。

## 不结盟（19世纪）
托马斯·杰斐逊总统在1801年3月4日的就职演说中，继承了华盛顿的外交理念。杰斐逊称，“和平、商业，与所有国家保持诚实的友谊，不与任何国家结成纠缠同盟”是“我们政府的基本原则”之一。 他还指出，“与所有国家进行贸易，不与任何国家结盟”，应成为美国的座右铭。 在此期间，杰斐逊和麦迪逊有时倾向于孤立主义，他们通过颁布1807年禁运法抵制与交战国的贸易。
1823年，总统詹姆斯·门罗提出后被称为门罗主义的宣言，有人将其解读为不干涉主义的表现：“在欧洲列强的战争中，就其彼此事务而言，我们从未参与，也不符合我们的政策……只有在我们的权利受到侵犯或严重威胁时，我们才会反击或准备防御。”该政策后来被应用于1842年支持夏威夷的扩展，以及支持美国在北美大陆的天命昭彰行动。
在1848–1849年的匈牙利革命期间，美国坚持其正式的不干涉政策，同时向革命派提供 дипломатical 支持。美国公众舆论普遍支持匈牙利革命者。总统扎卡里·泰勒表达对“马扎尔爱国者”的同情，国会也讨论了支持匈牙利的决议。在奥地利帝国镇压起义并得到俄罗斯军事干预后，引发了美国的强烈愤慨，并导致奥地利大使约翰·冯·胡尔泽曼与国务卿丹尼尔·韦伯斯特之间的激烈外交交锋，韦伯斯特捍卫美国就外交事务发表评论的权利。尽管美国拒绝承认匈牙利独立或提供军事援助，但还是确保匈牙利领袖科苏特·拉约什从奥斯曼押解中获释，并欢迎他在美国进行受欢迎的访问。
在1863年波兰一月起义被镇压后，法国皇帝拿破仑三世曾请求美国“向沙皇发表抗议”。但国务卿威廉·亨利·苏厄德婉拒，坚定捍卫“不干涉政策——无论它对其他国家看起来多么直接、绝对或特殊”，并强调“美国人民必须满足于通过行使自治的智慧倡导人类进步，始终在任何方面避免外国联盟、干涉和干预”。
在1870年，总统尤利西斯·S·格兰特试图吞并多米尼加共和国，但参议院激进共和党派未予支持，最终未能实现合并。然而，美国的不干涉政策在美西战争爆发后完全抛弃，并随后卷入1899年至1902年的美菲战争。

## 20世纪的不干涉主义

《醒醒吧，美国！文明召唤》，詹姆斯·蒙哥马利·弗拉格海报，1917年

总统西奥多·罗斯福政府被认为是煽动1903年11月反对哥伦比亚的巴拿马独立，以确保1904年开始的巴拿马运河的建设权。
总统伍德罗·威尔逊在第一次世界大战中坚持中立约三年，并凭借“他让我们远离战争”的竞选口号赢得1916年连任。由于传统上回避外国纠纷，加上大量来自欧洲的移民对战争有分裂的忠诚，美国的中立政策得到了支持。但在1917年4月，美国还是宣布对德宣战。众议院以373票对50票通过，参议院以82票对6票通过。 技术上，美国以“协约国关联大国”身份加入战争，与协约国一同对抗同一敌人，但不算正式联盟。
战争宣告几个月后，威尔逊向国会发表了纲领性演说，即“十四点原则”，他提出应成立“一个由特殊契约组成的总的国联，以保证大国与小国政治独立和领土完整平等”。战后，威尔逊前往欧洲停留数个月，深度参与和平条约谈判，成为美国总统中在国外停留最长者。在凡尔赛条约中，他设想的“总国联”得以作为国际联盟成立的基础。

### 两次世界大战之间的孤立主义
在第一次世界大战战后余波中，不干涉主义倾向占据了上风。在威尔逊总统任期的最后几个月，美国参议院否决了《凡尔赛条约》，从而也否决了即使附带保留条款也参与国际联盟的提议。
共和党参议院领袖亨利·卡伯特·洛奇支持附带保留条款的条约，以确保国会对美国是否参战拥有最终决定权。威尔逊及其民主党支持者则拒绝了“洛奇保留条款”。
对美国加入国际联盟最强烈的反对来自参议院，由威廉·博拉和乔治·威廉·诺里斯领导的被称为“不可调和派”的小集团，对条约中要求美国援助他国防御的条款提出强烈异议。爱达荷州参议员威廉·博拉宣称该条约将“以牺牲我们（美国）独立的一部分为代价来购买和平”。加州参议员海勒姆·约翰逊则称国际联盟是一个“庞大的战争托拉斯”。 尽管一部分反对声音是出于对宪法原则的坚持，但大多数反对声音体现了本土主义和内向型政策的回归。
在战间期的美国社会中，城乡价值观之间存在分裂。城市居民多为自由派，而乡村居民则倾向保守。 此外，乡村居民多为英裔或德裔的新教徒，而城市居民则常为来自东欧或南欧的天主教徒或犹太人。 这种城乡分裂在关于禁酒令的激烈辩论中表现尤为明显，城市人多为“湿派”，乡村人多为“干派”。 社会在城乡分裂中的状态转移了公众对外交事务的关注。 1920年代，美国国务院总共只有约600名员工，年预算200万美元，反映了国会对外交事务缺乏兴趣。 国务院非常精英化，多从“常春藤联盟”大学毕业生中招募，体现出外交政策属于精英阶层事务的观念。 同样，认为美国接收来自东欧和南欧的移民过多——这些人在美国媒体中常被描绘为罪犯和革命者——导致出台了限制来自欧洲的移民的法律。 反移民情绪加剧了孤立主义，因为人们认为欧洲充满危险的罪犯和同样危险的共产主义革命者，从而得出结论，美国应尽量避免与这些国家交往。 与此同时，国会几乎全面禁止非白人移民，也导致了对中国、埃塞俄比亚等非白人国家命运的冷漠。禁酒令辩论也促进了本土主义和孤立主义情绪，“干派”常借美国例外主义论调称美国是一个道德纯洁的国家，禁酒正是证据，而世界其他国家仍是“湿”的、腐败堕落的。
美国在1920年代采取了独立行动，成为国际谈判与条约的重要参与者。哈定政府通过1921–1922年的华盛顿会议，实现了主要强国之间的海军裁军。道威斯计划则重新安排了战争债务，帮助德国恢复了经济繁荣。1928年8月，包括美国在内的十五个国家签署了凯洛格-白里安公约，这是由美国国务卿弗兰克·凯洛格与法国外交部长阿里斯蒂德·白里安提出的倡议。 该公约据说是为了禁止战争，并体现出美国对国际和平的承诺，但在措辞上存在缺陷。 例如，它并未将美国绑定于任何现有条约，仍允许欧洲国家拥有自卫权，并且在某国违反公约时，由其他签约国决定如何执行。 白里安于1927年4月6日——美国对德宣战十周年——向美国提出建议，希望签订一项非侵略条约。 白里安试图建立法美联盟以对抗德国，并设想将非侵略条约的谈判转化为某种形式的联盟。 凯洛格对与法国结盟不感兴趣，于是提出了一项模糊的、旨在禁止所有战争的条约建议。 凯洛格-白里安公约更像是美国展现良好意愿的象征，而非实现世界和平的实际步骤。
支持孤立主义的另一个原因是，许多美国人认为《凡尔赛条约》对德国过于苛刻，以及战争债务问题。 美国公众舆论对法国尤其不满，共和党参议员里德·斯穆特在1930年8月称法国为贪婪的“夏洛克”，试图从德国身上榨取最后一磅“肉”（指战争赔款），却拒绝偿还对美战争债务。 1930年代初，法国驻华盛顿外交官指出，法国在美国的形象跌至谷底，尤其是1932年12月15日法国决定违约拒付战争债务后，美国公众舆论愤怒异常。 战间期的法国外交官一直抱怨，德国驻美大使馆及领事馆开展了一场资金充足的高效宣传运动，成功说服美国人《凡尔赛条约》是一个不公正的“怪物条约”，而法国驻美使领馆却没能做出有效回应，说明法国立场。 德国的宣传影响了许多美国人，使他们相信1917年对德国宣战是个错误，也因此更认为美国不应再次参战以维护《凡尔赛条约》建立的国际秩序。
1929年股灾后引发的经济大萧条也加剧了不干涉主义。国家的注意力转向应对国内经济问题。孤立主义契合了1930年代的国家情绪，经济危机使美国不愿再将资源外援，加之盟国未偿还战争债务，使人们对干预外国事务是否真的带来益处产生了幻灭感，而更多被视为帝国主义者从中获利。
意大利法西斯政权与大日本帝国采取的侵略性扩张政策导致了如意大利征服埃塞俄比亚和日本入侵满洲等冲突。国际联盟对这些事件的谴责毫无实效。美国的官方反应也相当冷淡。美国在西班牙内战中保持中立，并于1934年根据睦邻政策从海地撤军。
为改变美国舆论对法国的消极看法，法国外交部于1935年在纽约成立了“法国驻美情报办公室设立促进会”（Association pour la Constitution aux Etats-Unis d'un Office Français de Renseignements），这是一个文化宣传委员会，旨在改善美国人对法国的印象。 该组织又称“法国信息中心”，其下设法国电影中心，致力于在美国推广法国电影；到1939年，已向美国大学与高中免费分发了约5000份法国电影拷贝。 法国信息中心还为美国记者与专栏作家提供简报，强调法国作为民主国家，与美国面临来自德国和意大利等极权国家的共同威胁。 此类宣传并不直接挑战美国的孤立主义，而是强调法美两国同为民主国家，有更多共通之处而非分歧。 到1939年，法国驻华盛顿大使勒内·多伊内尔·德·圣康坦报告称法国在美国的形象已经较1932年大为改善。
在此期间，美国国内的不干涉主义情绪中，有一部分由妇女和平组织推动。例如，妇女国际和平与自由联盟（WILPF）就是一个反对美国干预第一次世界大战的女性和平主义者组织。 重要的非裔美国女性活动家包括艾迪·霍顿、玛丽·丘奇·特雷尔与莫德·怀特·卡茨。她们的参与令该组织的目标发生转变，她们主张：如果不解决国内的种族平等问题，就无法真正挑战美国在海外的帝国主义行为。

### 第二次世界大战前的不干涉主义

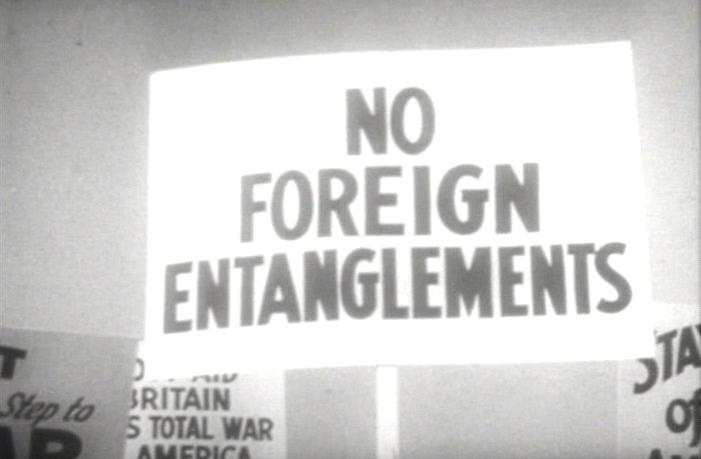
珍珠港事件前，美国民众反对参与第二次世界大战的游行示威

随着1930年代末欧洲局势逐渐逼近战争，美国国会继续要求保持美国中立。1936年至1937年间，美国国会通过了中立法案，这令当时总统富兰克林·D·罗斯福非常失望。例如，在最后一项中立法案中，美国人不得乘坐悬挂交战国国旗的船只，也不得与交战国进行武器贸易。此类活动曾促使美国卷入第一次世界大战。
1939年9月1日，德国入侵波兰，标志着第二次世界大战的爆发，随后英国和法国对德国宣战。两天后，罗斯福总统在向美国民众发表讲话时保证将竭尽全力让美国避免卷入战争。 “当任何地方的和平被打破，所有国家的和平都将面临危险，”罗斯福说道。尽管他致力于维持美国官方的中立政策，他仍提醒美国民众，不应因避免战争的愿望而忽视国家安全。
欧洲战争使美国民众分为两派：不干涉主义者和干涉主义者。双方围绕美国是否应参与第二次世界大战展开激烈争论。干涉主义者的基本理由是担忧德国入侵。对干涉主义的修辞批评之一是，其背后推动力量是所谓的“死亡商人”——曾从第一次世界大战中获利的企业，游说美国参与战争以从另一场大战中牟利。 1940年夏天，法国在法国战役中被德国击败，英国成为德国的唯一民主敌人。 1940年，罗斯福在一次演讲中表示：“确实有人仍抱持如今已明显错误的幻想，即我们……可以安全地让美国成为一座孤岛……而世界则被力量哲学统治。”
《生活》杂志于1940年7月发表的一项调查显示，1940年夏季，67%的美国人认为德意志-意大利的胜利会危及美国；若这种情况发生，88%的人支持“无论花费多少代价都要武装到牙齿，以准备应对任何麻烦”；71%支持“立即对所有年轻男子实行强制军事训练”。该杂志称，此调查显示“多数民意态度与六个月甚至三个月前有明显不同”。
最终，美国理想与法西斯国家目标间的意识形态分歧加强了干涉主义论点。作家阿奇博尔德·麦克利什（Archibald MacLeish）问道：“我们怎么能坐视不管，成为针对我们自己的战争的旁观者？” 1940年12月29日，罗斯福总统在向美国民众讲话时表示，“轴心国不仅承认，而且宣称他们的政府哲学与我们的政府哲学之间不可能有最终和平。”
尽管如此，仍有许多人坚持不干涉主义。虽然人数较少，但组织严密，在国会中拥有强大影响力。 亲德或反英的观点也助长了不干涉主义。罗斯福在1940年美国总统选举中的全国得票率较1936年下降了7个百分点。在20个罗斯福得票率下降35个百分点或以上的县中，19个主要为德语区；在35个下降25至34个百分点的县中，31个县的原始族群中德语为最大或第二大族群。
不干涉主义者在很大程度上依据历史先例，如华盛顿告别演说和第一次世界大战的教训，提出他们的论点。 芝加哥大学校长罗伯特·梅纳德·哈钦斯在1940年一篇文章中写道：“只要我们拥有坚强的防御，理解并信仰我们所保卫的一切，我们无需害怕世界上的任何人。” 隔离主义者认为，国家安全比任何外国战争都重要。

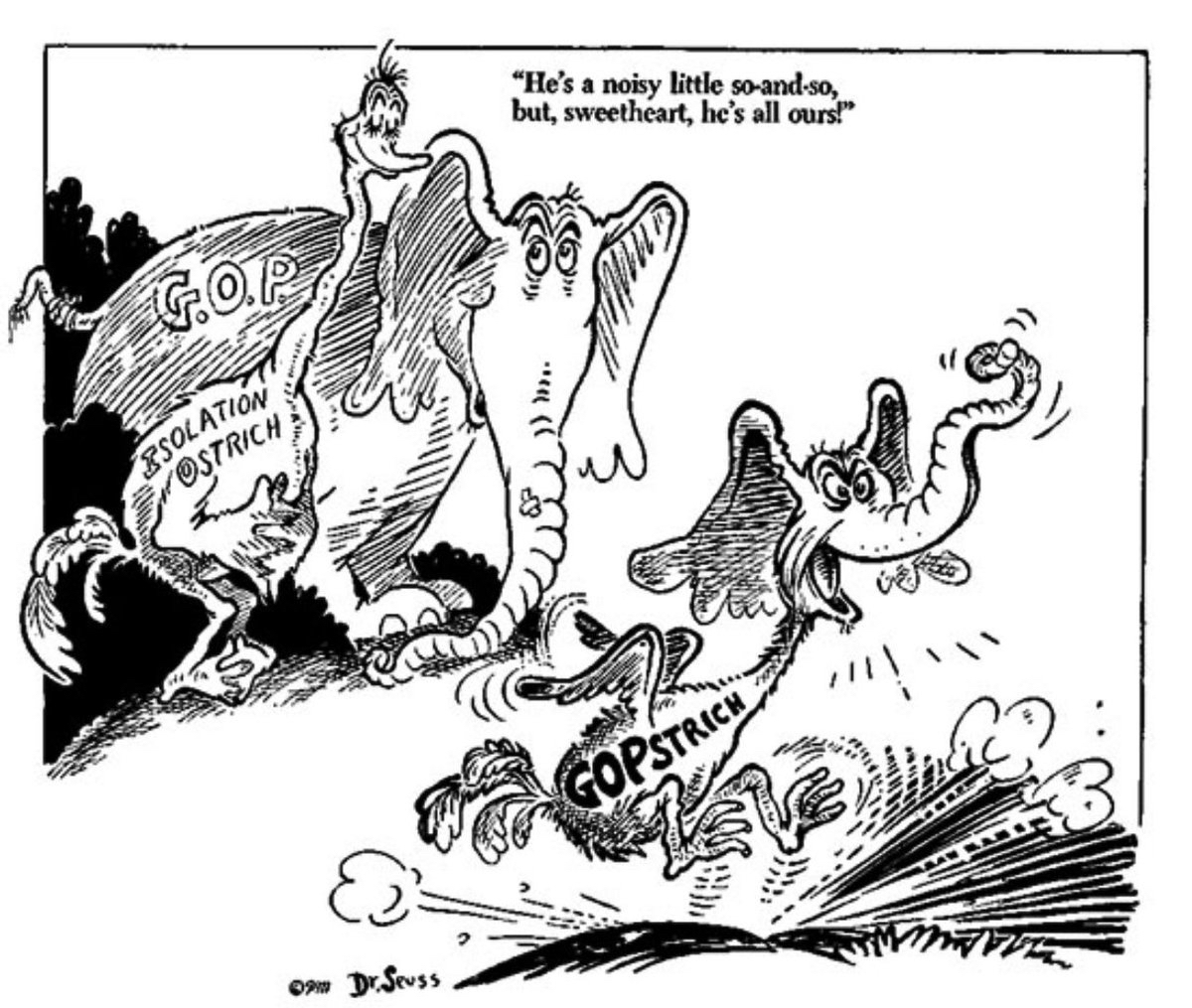
1941年，苏斯博士画了一幅共和党与不干涉主义者的“鸵鸟宝宝”漫画，讽刺两者都希望远离战争。

1940年进入1941年，罗斯福政府的行动愈发表明美国正走向战争。总统推动的这一政策转变分两阶段。第一阶段发生在1939年，第四次中立法案通过，允许美国向交战国出售武器，前提是这些国家必须来美国提货并以现金支付。此政策很快被称为“现金与提货”（Cash and Carry）。
第二阶段是1941年初的租借法案。该法案授权总统“向‘总统认为其防御对美国防御至关重要的任何国家政府’出借、租赁、出售或以物易物武器、弹药、食品或任何‘防御物资’或‘防御情报’”。 美国民意支持罗斯福的这些行动。随着美国在大西洋战役中的介入增加，例如鲁本·詹姆斯号（DD-245）号驱逐舰被击沉事件，1941年底72%的美国人认为“当前国家面临的最大任务是帮助击败纳粹政府”，70%认为击败德国比避免卷入战争更重要。
1941年珍珠港事件使美国正式参战后，诸如查尔斯·林德伯格领导的美国第一委员会和赫伯特·胡佛等不干涉主义者宣布支持战争努力。不干涉主义者的家庭子弟与其他人一样参战。
德国大使馆工作人员如乔治·西尔维斯特·维思，在不干涉主义政治家如汉密尔顿·费什三世的协助下，从事宣传活动，这些活动在美国加入第二次世界大战前后被联邦检察官调查并加以压制。1941年，费什卷入了“美国第一委员会”邮资特权争议，调查发现不干涉主义政治家利用免费邮寄特权协助德国宣传运动。由威廉·鲍尔·马洛尼领导的大陪审团调查了纳粹在美国的渗透活动，并促成了对维思及费什幕僚长乔治·希尔的定罪。

### 二战后的不干涉主义
俄亥俄州参议员罗伯特·A·塔夫特是1945年后反对干涉主义的主要人物，尽管他的主要兴趣仍在国内事务上。历史学家乔治·藤井引用塔夫特的档案认为：
塔夫特主要进行了一场失败的斗争，试图削减政府开支并限制或阻止如1945年英国贷款和马歇尔计划等对外援助措施。他担心这些措施会“摧毁个人自由、州和地方社区的自由、农民经营自己农场的自由以及工人做自己工作的自由”（第375页），从而威胁美国繁荣的基础，并导致“极权国家”的出现（第377页）。
1951年，在朝鲜战争引发的激烈党派争论中，塔夫特开始更多公开谈论外交政策问题。据其传记作者詹姆斯·T·帕特森称：
塔夫特的外交政策思想核心持续包含两个基本信念。首先，他坚持限制美国的海外承诺。[塔夫特说]“如今无人能称为孤立主义者……唯一的问题是我们在全球范围内采取行动的程度。”美国有义务必须履行——如北约——不能对台湾或以色列等国视而不见。但美国资金有限，国内问题繁多，因此必须控制其承诺……这种对过度承诺的担忧根植于塔夫特对自由的深厚信仰，这使他反对会耗费大量资金、增强军权并将美国社会转变为他所称的要塞国家的外交政策。
诺曼·A·格雷布纳指出：
1952年共和党内关于集体安全的分歧真实存在，但塔夫特试图在大会前的竞选中弱化自己在外交政策上的“单干者”形象。他的努力未果，主要因为国际主义阵营在春季已有强有力的候选人——德怀特·D·艾森豪威尔。作为战后美国致力于集体安全（尤其是欧洲）的象征，艾森豪威尔将参选，显然是担心塔夫特当选会导致包括北约在内的集体安全努力被否定。
艾森豪威尔赢得提名，并通过承诺让塔夫特在国内政策上拥有主导话语权，而由艾森豪威尔负责制定外交政策议程，从而获得了塔夫特的支持。 格雷布纳认为，艾森豪威尔成功引导保守派共和党人从传统反对对外援助、互惠贸易政策和集体安全安排，转向支持这些政策。 到1964年，共和党保守派团结支持了巴里·戈德华特，他是反共国际主义外交政策的激进拥护者。戈德华特主张反攻共主义并赢得冷战，提出“为何不取得胜利？”

## 21世纪的不干涉主义
在奥巴马总统执政期间，包括奥巴马总统本人和国务卿约翰·克里在内的部分美国联邦政府官员曾考虑对叙利亚内战进行军事干预。 2013年4月底的一项民调显示，62%的美国人认为“美国没有责任对叙利亚政府军与反政府武装之间的战斗采取行动”，仅有25%的人对此表示反对。
《纽约时报》的一位撰稿人称这是“孤立主义倾向”，但国际关系学者斯蒂芬·沃尔特对此强烈反对，称此描述为“草率的新闻报道”。 沃尔特表示：“绝大多数对加深叙利亚参与持怀疑态度的人——包括我自己——并非‘孤立主义者’。他们只是理智地认识到，我们在那里可能没有重大利益，更深的介入不一定带来更好的结果，反而可能使局势恶化；他们认为美国最不需要的就是被卷入阿拉伯/伊斯兰世界的又一场恶劣教派冲突。”
2013年12月，皮尤研究中心报告称，其最新民调“2013年美国在世界中的地位”显示，52%的受访者表示美国“应在国际事务上管好自己，让其他国家尽力自行解决问题。” 这是该问题自1964年开始被民调机构提问以来，持此观点人数最多的一次。 十年前，只有大约三分之一的受访者持这一看法。
2014年7月对美国“摇摆州选民”的一项调查发现，“77%支持2016年底前完全从阿富汗撤军；仅有15%和17%支持在叙利亚和乌克兰增加介入；67%同意‘美国军事行动应仅限于直接威胁国家安全的情况’。”
民调显示美国人对乌克兰战争的耐心正在减弱， 2023年的民调显示，仅有17%的美国人认为他们的国家“对支持乌克兰的力度还不够”。这一比例是自战争爆发以来的最低水平。

## 保守派政策
拉斯本（Rathbun，2008）比较了自1980年代以来保守派政策中的三种不同主题：保守主义、新保守主义和孤立主义。这些方法的相似之处在于它们都披上了“现实主义”的外衣，追求旨在促进国家利益的外交政策目标。保守派是唯一在学术意义上真正的“现实主义者”，他们将国家利益定义得非常狭窄，努力实现国际上的权力平衡，将国际关系视为无道德性的，特别重视主权。
相比之下，新保守主义者的外交政策基于民族主义，而孤立主义者则寻求尽量减少对外事务的参与，并提高对移民的新障碍。 前共和党国会议员罗恩·保罗主张回归托马斯·杰斐逊的非干涉政策，并常常反对对伊朗和伊拉克等国的军事干预。
在俄罗斯入侵乌克兰全面爆发后，共和党在对乌克兰援助问题上出现分歧，认为卷入与俄罗斯的“代理战争”不符合美国利益。 总统唐纳德·特朗普呼吁美国推动和平谈判，而非继续支持乌克兰。

## 非干涉主义的支持者

### 政治人物

#### 已故
- 霍华德·巴菲特 (1903–1964)，美国内布拉斯加州众议员[75][76]
- 卡尔文·柯立芝 (1872–1933)，第30任美国总统，第29任美国副总统，第48任马萨诸塞州州长，第46任马萨诸塞州副州长[77]
- 迈克·格拉韦尔 (1930–2021)，前阿拉斯加州美国参议员（1969–1981），1971年将《五角大楼文件》公开，2008年和2020年民主党总统候选人，格雷夫尔研究所创始人[78][79]
- 赫伯特·胡佛 (1874–1964)，第31任美国总统，美国商务部长（第3任）
- 威廉·兰格 (1886–1959)，北达科他州美国参议员[80]
- 路易斯·卢德洛 (1873–1950)，印第安纳州众议员，推动卢德洛修正案[81]
- 亨里克·希普斯特德 (1881–1960)，明尼苏达州美国参议员，美国优先委员会成员[82]
- 罗伯特·A·塔夫特 (1889–1953)，俄亥俄州美国参议员，参议院多数党领袖，1940、1948及1952年共和党总统候选人[83]

#### 在世
- 贾斯汀·阿马什，前密歇根州美国众议员，[84][85][86] 2020年自由党总统候选人
- 埃里克·布雷基，前缅因州参议员，2018年共和党参议员候选人[87]
- 图尔西·加巴德，前夏威夷州众议员（2013–2021）[88][89]
- 加里·约翰逊，新墨西哥州第29任州长（1995–2003），2012年和2016年自由党总统候选人[90]
- 托马斯·马西，肯塔基州美国众议员[91][86]
- 罗恩·保罗，前德克萨斯州美国众议员，1988、2008及2012年共和党总统候选人；[92] 保罗在外交政策上始终坚持非干涉主义，[93][94] 反对侵略战争和与其他国家的纠缠联盟。[95]
- 兰德·保罗，肯塔基州美国参议员，2016年共和党总统候选人，罗恩·保罗之子[96][86][97][98]
- 伯尼·桑德斯，佛蒙特州美国参议员，2016年及2020年民主党总统候选人[99]

### 政府官员
- 迈克尔·斯基尔，前中央情报局情报官员及前“本·拉登问题小组”负责人，政治评论员[100]

### 公众人物
- 凯伦·克维亚特科夫斯基，退役空军中校，五角大楼告密者，2012年弗吉尼亚州共和党众议员候选人[101]
- 塔克·卡尔森，美国电视节目主持人，公开批评新保守主义外交政策[102]

## 批评
本杰明·施瓦茨在《世界政策杂志》的一篇评论文章中指出，比尔·考夫曼的书《为什么美国不应孤立自己》详细描述了美国孤立主义的历史，认为这是一场悲剧，其根源在于新英格兰清教徒的道德观念。